# گری ویلیامسون بارنز
گری ویلیامسون بارنز (انگلیسی: Garry Williamson Barnes؛ زادهٔ ۲۴ ژانویهٔ ۱۹۸۲) بازیکن فوتبال اهل بریتانیا است.
از باشگاه‌هایی که در آن بازی کرده‌است می‌توان به باشگاه فوتبال اسپنیمور تاون، باشگاه فوتبال تاو لاو تاون، و باشگاه فوتبال دارلینگتون اشاره کرد.